# Androlepis skinneri
Androlepis es un género monotípico de plantas con flores de la familia Bromeliaceae. Su única especie, Androlepis skinneri (K.Koch) Brongn. ex Houllet, Rev. Hort. 42: 12 (1870), es originaria de las selvas de Centroamérica por donde se distribuye en México, Costa Rica, Belice, Guatemala, Honduras y Nicaragua.

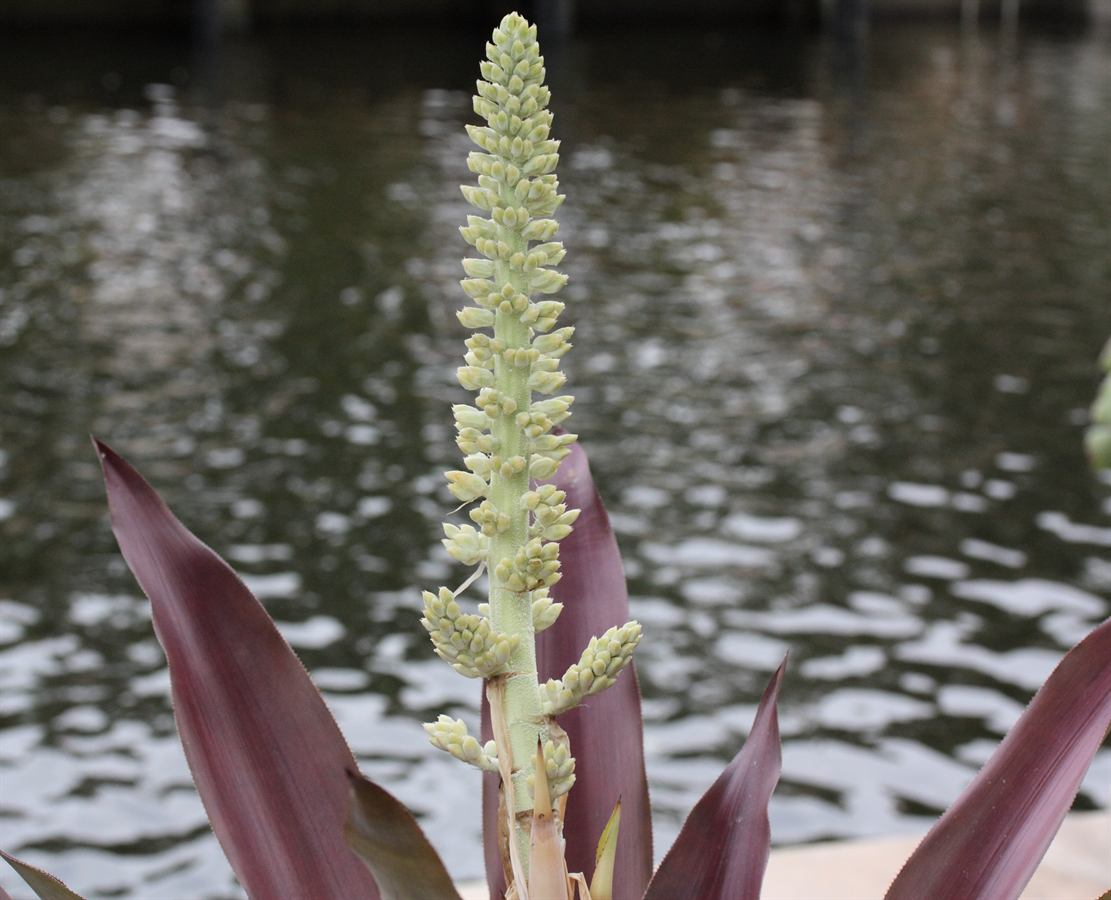
Detalle de la planta.

## Descripción
Son plantas epífitas (de hábitos terrestres), que alcanzan los 1–2 m de alto cuando están fértiles; son plantas funcionalmente dioicas. Las hojas de (50–) 80–140 (–180) cm de largo; con vainas de 7–15 cm de ancho, densa a subdensamente lepidotas, café pálidas a obscuras; láminas liguladas, de 6–9 cm de ancho, agudas, punzantes, densamente serradas, glabras o casi así en la haz, densa a subdensamente lepidotas en el envés. Escapo erecto, de 75–90 cm de largo, blanco-farinoso, brácteas erectas, más largas que los entrenudos, serradas, frecuentemente descomponiéndose en la fructificación; inflorescencia 2 o 3-pinnado compuesta, densamente pubescente, brácteas primarias inferiores angostamente triangulares y enteras, las superiores muy reducidas, ramas, 2–11 (–16) cm de largo, flocosas, con 6–18 flores patentes o divergentes, mejor desarrolladas en los individuos estaminados, brácteas florales submoniliformes de hasta 5 mm de largo, flores sésiles o hasta con pedicelo de 5 mm de largo; sépalos ampliamente triangulares, 3–6 mm de largo, asimétricos, mucronulados, glabros o a veces pubescentes, coriáceos; pétalos hasta 1 cm de largo, amarillos (?); ovario ínfero, flocoso. El fruto es una baya de 1–1.5 (–2) cm de diámetro; las semillas sin apéndices.

## Cultivares
- xAndrolaechmea 'Crateriformis'
- xAndrolaechmea 'Cyclops'
- xAndrolaechmea 'Dean'
- xAndrolaechmea 'O'Rourke'
- xAndrolaechmea 'Sampson'

## Taxonomía
Androlepis skinneri fue descrita por (K.Koch) Brongn. ex Houllet y publicado en Revue Horticole 42: 12. 1870.
Etimología
Androlepis: nombre genérico que deriva de las palabras griegas: andros = (hombre) y lepis = (escama).
Sinonimia
- Aechmea donnell-smithii Baker
- Aechmea leucostachys Baker
- Aechmea skinneri (K.Koch) Baker
- Androlepis donnell-smithii (Baker) Mez
- Billbergia skinneri K. Koch
- Billbergia skinneri hort. ex E. Morren
- Pothuava skinneri K.Koch[3][4]